# San Jordi Desvalls
San Jordi Desvalls, San Jordi Desválls o San Jorge Desvalls (en catalán y oficialmente Sant Jordi Desvalls) es un municipio español de la comarca del  Gironés en la provincia de Gerona, Cataluña, situado al noreste de la comarca y en el límite con la del Bajo Ampurdán. 

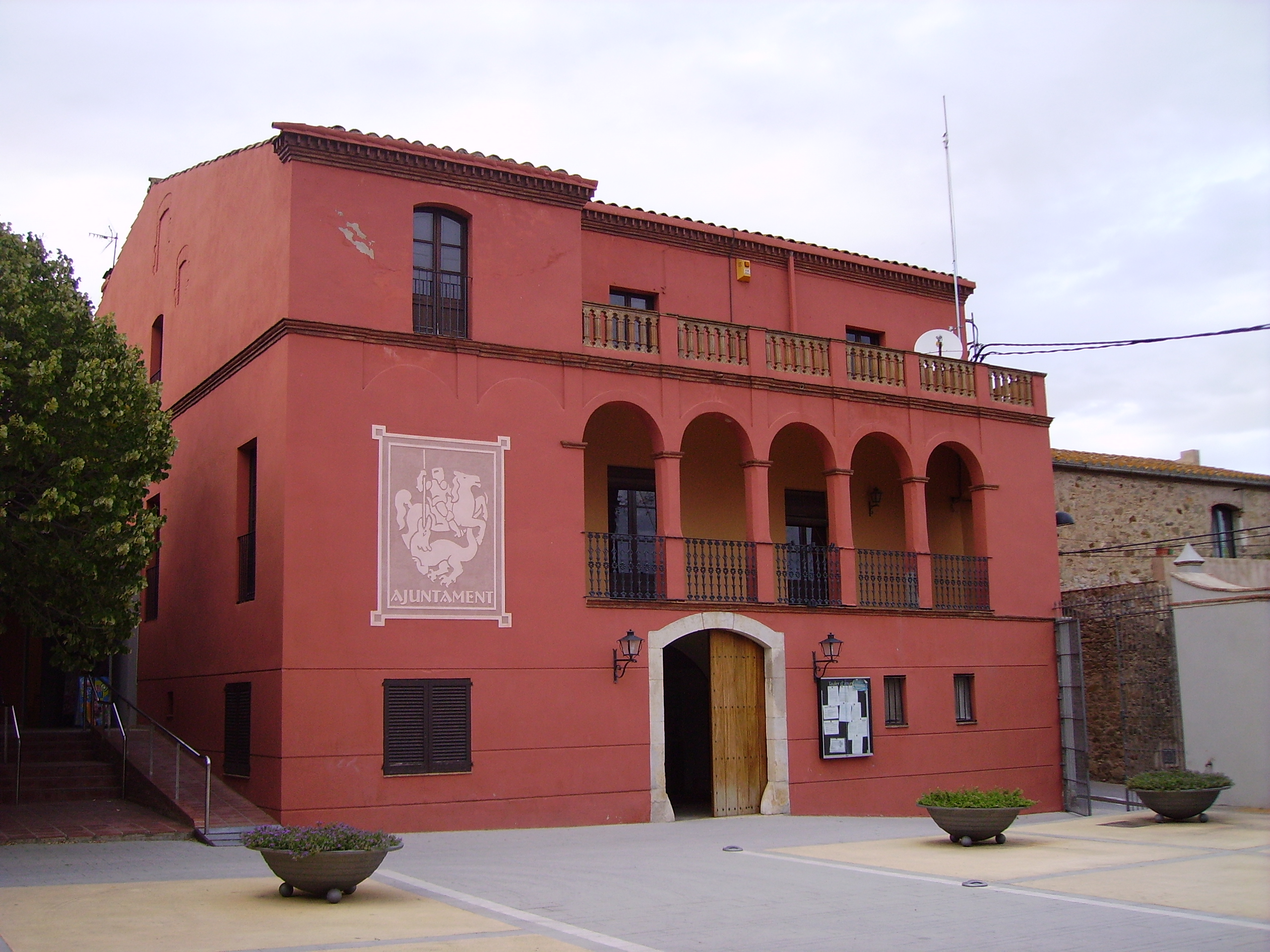
Ayuntamiento de San Jordi Desvalls

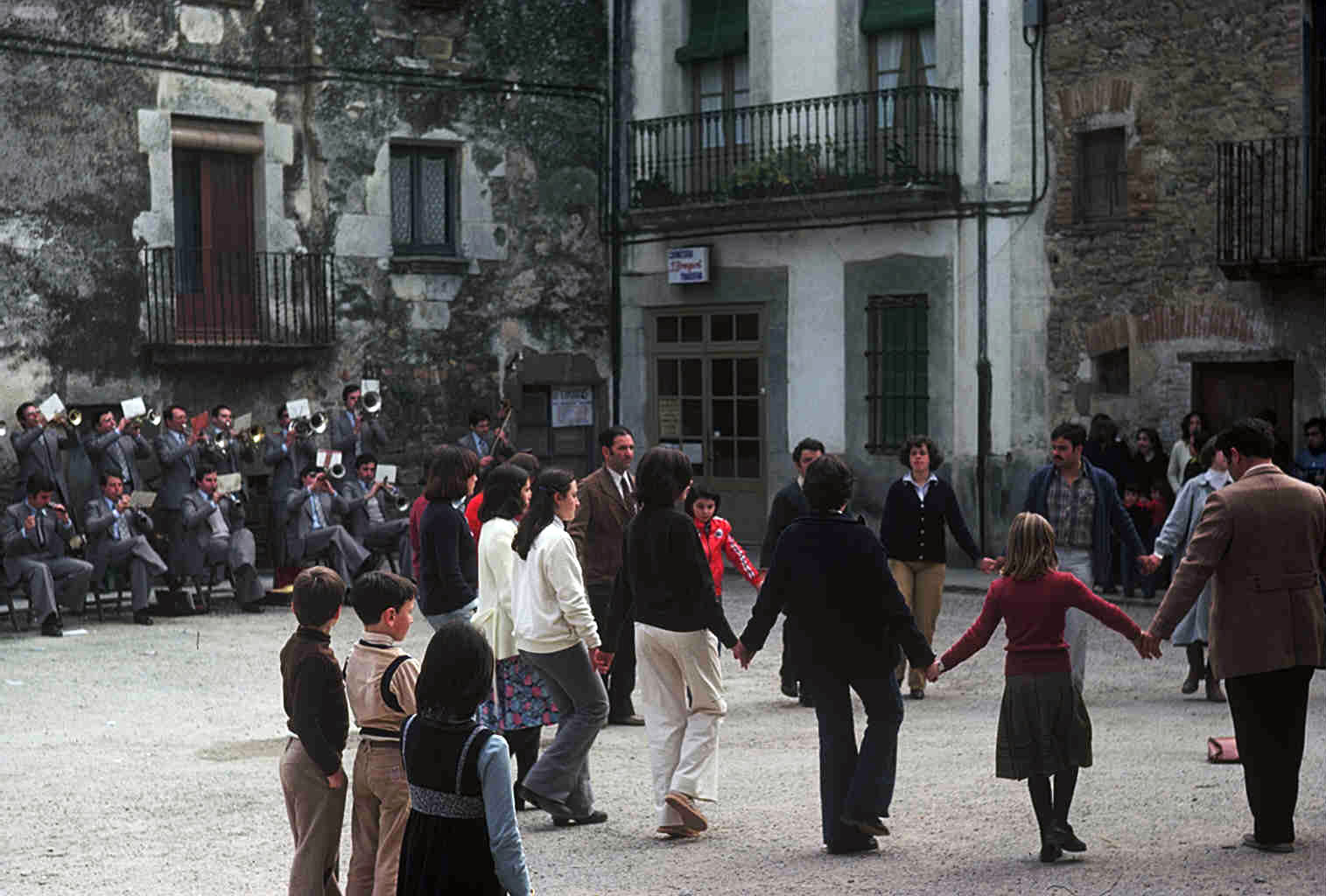
Baile de Sardanas en las fiestas de San Jordi Desvalls, con la Cobla de La Bisbal, año 1978

## Demografía
San Jordi Desvalls cuenta con una población de 871 habitantes (INE 2024).
| Gráfica de evolución demográfica de San Jordi Desvalls entre 1842 y 2021 |
| |
| Población de derecho según los censos de población del INE Población de hecho según los censos de población del INEEntre el censo de 1857 y el anterior, crece el término del municipio porque incorpora a Subiranegas |

## Comunicaciones
Estación de ferrocarril de la línea Barcelona-Portbou.

## Economía
Agricultura de secano y de regadío y ganadería.

## Historia
Aparece documentado por primera vez en 1136.

## Lugares de interés
- Iglesia de San Jorge, del siglo XVIII.

## Imagen de satélite
- WikiMapia : Sant Jordi Desvalls y alrededores: